# Morbach

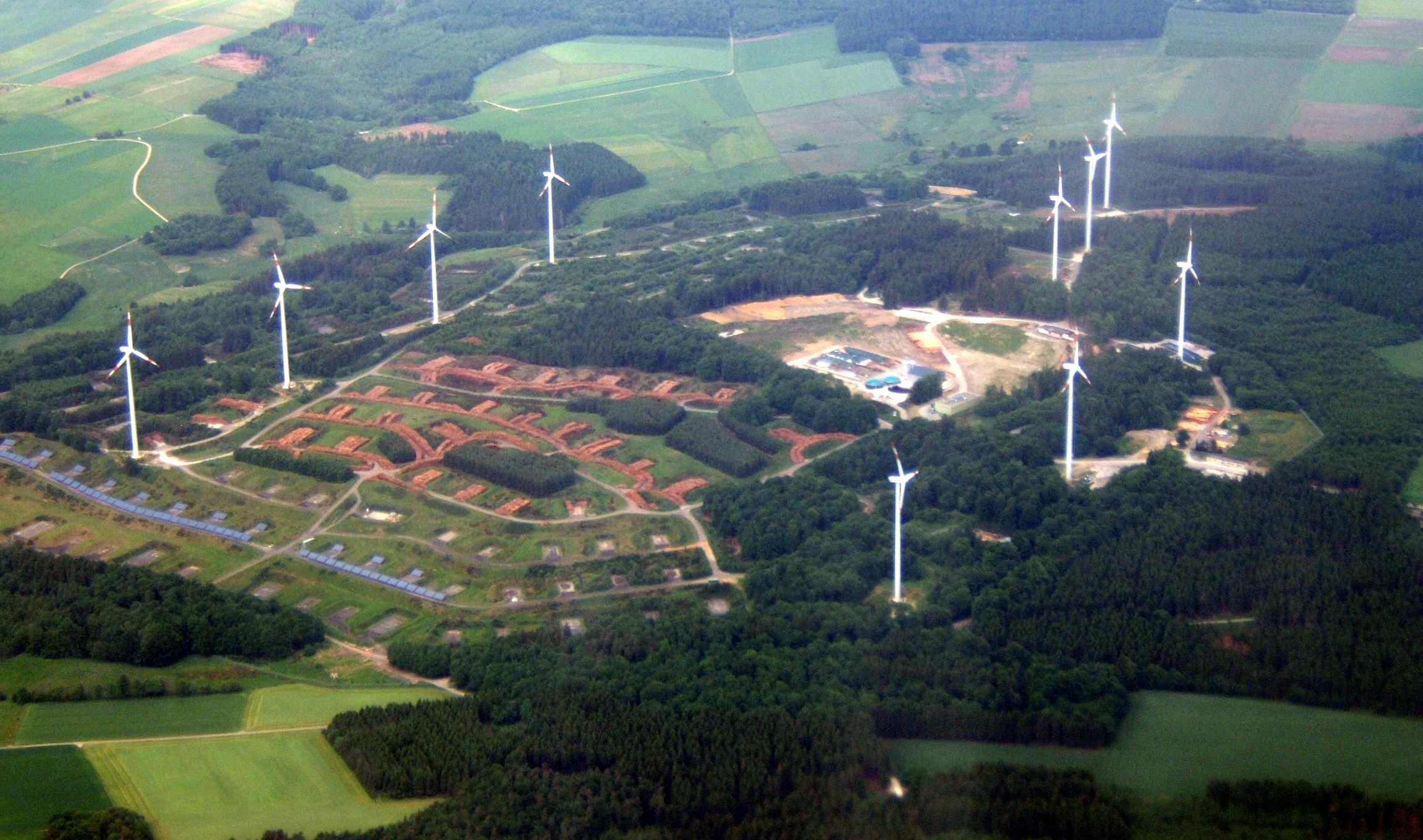
Energiepark

Morbach is een plaats in de Duitse deelstaat Rijnland-Palts, en maakt deel uit van de Landkreis Bernkastel-Wittlich.
Morbach telt 10.517 inwoners (31-12-2016).

## Verkeer en vervoer
In de gemeente ligt spoorwegstation Zolleiche.

## Geboren in Morbach
- Edgar Reitz (1932), filmregisseur en schrijver